# Ann Strother

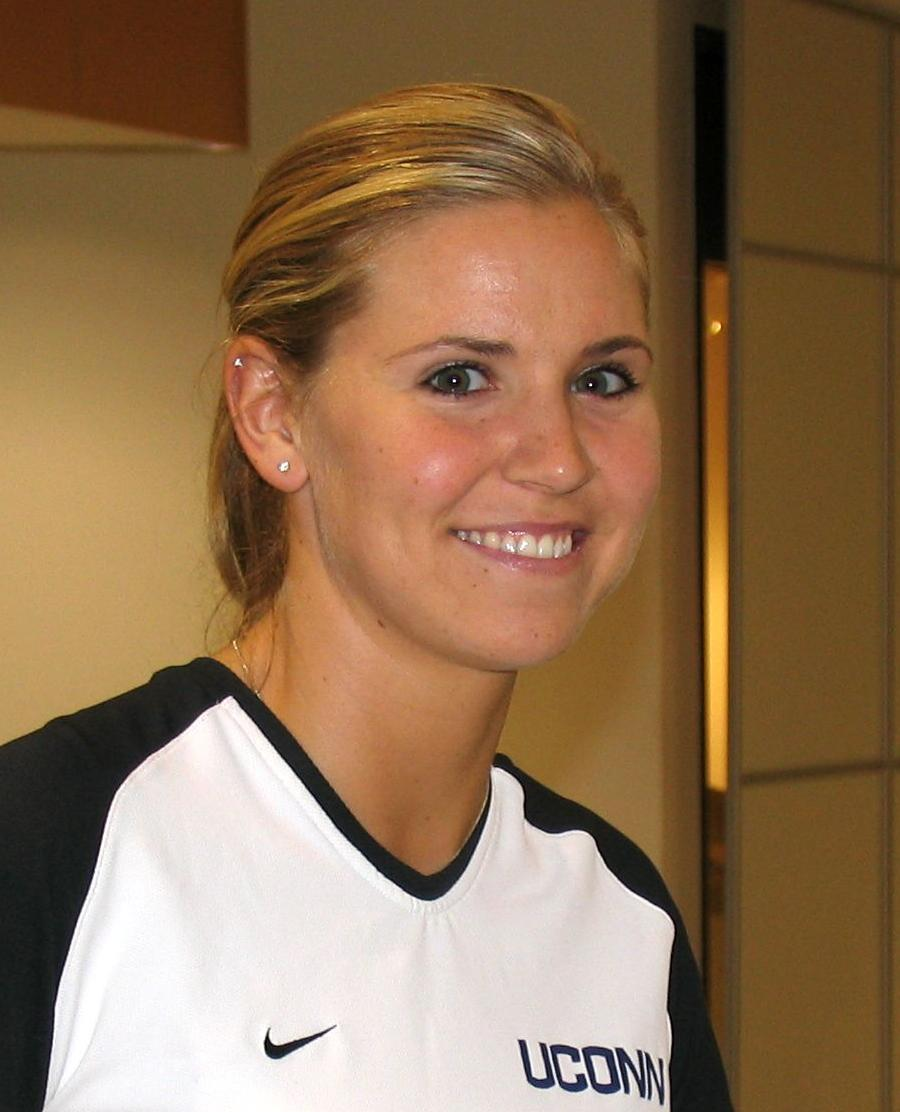

Ann Elise Strother, född den 11 december 1983, är en amerikansk basketbollcoach och före detta professionell basketspelare, senaste för Indiana Fever. Hon spelade på collegenivå för Connecticut Huskies och hjälpte då laget till två nationella titlar. Hon har också spelat professionellt i Ryssland och i Spanien. 

## Citat
- "I think the only way you can accomplish anything is to have a positive attitude and look at things in a positive light. There are times everyone goes through that are tough."